# ザンギアタ廟
ザンギアタ廟（ザンギアタびょう、英語: Zangiata Mausoleum、ウズベク語: Zangiota）はウズベキスタンのタシュケントにある霊廟である。ザンギアタ廟は13世紀に活躍したスーフィー、ザンギアタの墓であり、ティムール朝時代の15世紀にティムールにより建設された。
ザンギアタ廟にはシャイフ・アイ・ホージャ・イブン・タージ・ホージャ・マンスール（Sheikh Ai Khoja Ibn Taj Khoja Mansur、ザンギアタの本名）と彼の妻が埋葬されている。愛称のザンギアタは「黒き父（dark father）」を意味し、彼の肌が褐色であったことから名付けられた物である。ザンギアタは12世紀の偉大なスーフィーであったアフマド・ヤサヴィーの系譜に位置するスーフィーであり、中央アジアの全てのテュルク系民族の精神的な指導者として知られていた。
ザンギアタ廟自体は15世紀に建築されたものであるが、1870年にナマズガ・モスク（Namazgah、開けた礼拝所を意味する、ナマズガ(トルコ語版)を参照のこと。）が、1914年から1915年にかけてミナレットが廟の周辺に建設されている。また、モスク内には中庭と宿泊用の建物も設置されている。